# Mubende
Mubende is de hoofdplaats van het district Mubende in Centraal-Oeganda.
Mubende telde in 2002 bij de volkstelling 16.469 inwoners.